# Ocupación rusa del óblast de Nicolaiev
La ocupación rusa del óblast de Nicolaiev, denominada por el gobierno ruso como «Administración Civil-Militar de Nicolaiev», es una ocupación militar en curso, que comenzó el 26 de febrero de 2022, después de que las fuerzas rusas invadieran Ucrania y comenzaran a capturar y ocupar partes del óblast de Nicolaiev.
La capital del óblast, Nicolaiev no ha sido capturada por las fuerzas rusas, pero si ha sufrido grandes bombardeos por la artillería rusa (Bombardeo de Nicolaiev), sin embargo, otras ciudades si cayeron bajo control ruso, incluidas Snijurivka, Shevchénkove, Voskresenske o Voznesensk. El 10 de noviembre, las fuerzas rusas abandonaron la mayoría de los asentamientos que ocupaban en el óblast, incluidos Snijurivka, Novopetrivka y Tsentralne.
La parte de la península de Kimburn quedó ocupada de facto y pasó a pertenecer directamente al óblast de Jérson, luego de su incorporación unilateral al territorio ruso a través de un referéndum.

## Ocupación

### Ocupación Rusa
El 24 de febrero de 2022, una columna mixta rusa de hasta 800 vehículos armados y 71.000 soldados se adentraban en el óblast de Nicolaiev, después de enfrentarse a los pocos soldados ucranianos que había en la zona, consiguieron capturar y asediar las primeras ciudades.

#### Nicolaiev (capital del óblast)
El 26 de febrero de 2022, Vitali Kim, el alcalde de la ciudad de Nicolaiev, afirmó que "la ciudad tenía 5 horas para prepararse ante la llegada de las tropas rusas" después de que le fuera informado que 12 tanques rusos se habían abierto paso desde el río Dniéper pasando por alto la ciudad de Jersón. En las horas siguientes, los voluntarios ucranianos que querían defender Nicolaiev se les atribuyo el trabajo de crear fuertes, trincheras o barricadas para obstaculizar la entrada de las tropas rusas a la ciudad.
El mismo día por la tarde, los locales vieron desde los suburbios de Nicolaiev como vehículos blindados rusos se dirigían hacia la ciudad y el alcalde ordenó a los ciudadanos que se quedaran en casa lo más lejos posible de las ventanas. Poco después, un convoy ruso entró en la ciudad y la batalla comenzó. Según los locales, algunos vehículos blindados y tanques pasaban por alto la ciudad y se dirigian hacia el norte, muy posiblemente para intentar cruzar el río Bug Meridional en varias direcciones para establecer un corredor terrestre con Transnistria y dejar a Ucrania sin acceso al Mar Negro.
El 27 de febrero, después de los intensos combates urbanos por la mañana, varios funcionarios ucranianos afirmaron que las fuerzas rusas habían sido expulsadas por completo de la ciudad, pero que los combates aún seguían en los suburbios de la ciudad.
El 27 de junio, el Servicio de Seguridad de Ucrania afirmó haber detenido a un exdiputado del Ayuntamiento de Nicolaiev que colaboraba con las fuerzas rusas en el óblast. Tenía un plan para la separación del óblast de Nicolaiev de Ucrania y la creación de un enclave separatista llamado «República Popular de Nicolaiev». Según los informes, el detenido filtró información sobre las fuerzas ucranianas en la zona con la esperanza de obtener un puesto en la administración de ocupación rusa. El plan era que el enclave separatista existiera hasta que terminara la invasión rusa de Ucrania y luego la dicha República Popular sería anexada a Rusia a través de un referéndum.

#### Voznesensk
El 8 de marzo de 2022, la ciudad de Voznesensk cayó bajo ocupación rusa (batalla de Voznesensk), esta ciudad era un objetivo prioritario para las fuerzas rusas, que buscaban capturar esta intersección importante entre el óblast de Nicolaiev y el óblast de Odesa para cruzar el río Bug Meridional. Asegurar esta intersección era clave para cualquier ofensiva posterior, ya que permitiría a los tanques y vehículos blindados rusos acceder a la carretera más adecuada en la zona.
Durante la batalla, las fuerzas ucranianas destruyeron un puente estratégicamente importante dentro de la ciudad, lo cual impidió cualquier avance ruso hacia Odesa o hacia la Central Nuclear de Yuzhnoukrainsk. Las fuerzas ucranianas y los locales inicialmente construyeron barricadas al otro lado del puente destruido temiendo que las fuerzas rusas lanzasen una nueva ofensiva a mayor escala dentro de la ciudad, lo cual finalmente no sucedió y las fuerzas ucranianas retomaron la ciudad cinco días después.

#### Bashtanka
El 23 de marzo de 2022, la ciudad de Bashtanka cayó bajo ocupación rusa (batalla de Bashtanka) después de que 600 soldados rusos y 270 vehículos blindados pasasen por alto la ciudad de Yavkine. Las fuerzas ucranianas iniciaron combates y escaramuzas contra el convoy ruso, que días más tarde se retiró en desorden después de entrar hasta el centro de la ciudad. Durante los días siguientes a la retirada, 28 soldados rusos fueron encontrados en la ciudad escondidos en sótanos y aldeas cercanas.

### Establecimiento del Cuartel militar
El 13 de marzo de 2022, Rusia capturó Snijurivka, una ciudad en el raión de Bashtanka y estableció allí su cuartel general militar.

### Retirada de Rusia
El 29 de agosto de 2022 comenzó la contraofensiva del sur de Ucrania que puso fin al asedio de la ciudad de Nicolaiev al igual que al control ruso sobre muchas localidades en el óblast. Durante los combates en la zona muchas infraestructuras en la ciudad de Nicolaiev fueron bombardeadas y los residentes culparon a las fuerzas rusas. Después de los combates, Rusia comenzó a retirar tropas del sur de Ucrania, incluido el raión de Járkov y las fuerzas ucranianas comenzaron a recuperar muchas ciudades y asentamientos en el óblast, así el 10 de noviembre, los funcionarios y locales ucranianos del óblast afirmaron que las fuerzas rusas abandonaron la mayor parte del óblast de Nicolaiev menos la parte de la Península de Kimburn, para su redespliegue en el Dombás y en Ucrania meridional.

### Recapturación del óblast
Después de que las fuerzas rusas se retiraran, las fuerzas ucranianas comenzaron operaciones de desminado en el óblast de Nicolaiev.
El 13 de octubre de 2022, las fuerzas ucranianas afirmaron haber realizado una operación de desembarco exitosa en la Península de Kimburn, esta operación días más tarde fue desmentida y calificada como "rotundo fracaso" por la BBC ya que todos los soldados ucranianos involucrados en esta operación habían muerto en las lanchas de desembarco de camino a la península.
El 7 de diciembre de 2022, Oleksandr Senkevich, gobernador del óblast de Nicolaiev, afirmó que todas las tropas rusas habían abandonado la región menos Kimburn, pero que aún era inseguro debido al equipo militar y otras municiones que las tropas rusas habían dejado tras su retirada.
```
Este frente de batalla se ha mantenido prácticamente estático desde el 1 de diciembre de 2022 debido al terreno complejo para realizar operaciones, como lo sería el 
río Dniéper
 o las 
fortificaciones
 en la zona.
```

## Bajo la Administración Civil y Militar
El 28 de abril de 2022, Yuri Barbashov, fue nombrado jefe adjunto de la «Administración Civil-Militar de Nicolaiev», meses más tarde este dijo que el óblast era una parte 'inalienable' del territorio ruso y que tenía la intención de que la parte ocupada del óblast de Nicolaiev fuese anexionada por la Federación de Rusia mediante un referéndum alineado con el óblast de Jersón, aunque este nunca se llevó a cabo debido a la contraofensiva del sur de Ucrania llevada a cabo por las fuerzas ucranianas, las cuales capturaron la mayor parte del territorio ocupado en el óblast.
Según el SBU ucraniano, antes de la contraofensiva ucraniana del sur, las fuerzas rusas planeaban celebrar un referéndum en el óblast de Nicolaiev en noviembre, con un 68% de votos a favor de unirse a la Federación Rusa, al igual que los referéndums de anexión llevados a cabo más tarde en los territorios ocupados.
El 8 de agosto de 2022, Ekaterina Gubareva, jefa adjunta de la «Administración Civil-Militar de Jersón», anunció la anexión de iure de los territorios ocupados en el óblast de Nicolaiev. También afirmó que en algunas ciudades ocupadas, las comunicaciones móviles rusas se habían restaurado. Según ella, tal decisión se tomó con el fin de ayudar a la población con los pagos sociales, así como para mejorar las comunicaciones móviles en dichos territorios.

## Control de ciudades
| Nombre                            | Población          | Raión              | Capturación y Recapturación                                                                       |
| Raión de Bashtanka                | Raión de Bashtanka | Raión de Bashtanka | Raión de Bashtanka                                                                                |
| --------------------------------- | ------------------ | ------------------ | ------------------------------------------------------------------------------------------------- |
| Barativka                         | 1.088              | Bashtanka          | Capturado por Rusia el 18 de marzo de 2022. Recapturado por Ucrania el 10 de noviembre de 2022.   |
| Bashtanka (capital)               | 12.180             | Bashtanka          | Capturado por Rusia el 23 de marzo de 2022. Recapturado por Ucrania el 30 de marzo de 2022.       |
| Bereznejuvate                     | 7.259              | Bashtanka          | Capturado por Rusia el 18 de marzo de 2022. Recapturado por Ucrania el 3 de noviembre de 2022.    |
| Kazanka                           | 6.523              | Bashtanka          | Sin capturar.                                                                                     |
| Novopetrivka                      | 701                | Bashtanka          | Capturado por Rusia el 3 de marzo de 2022. Recapturado por Ucrania el 9 de noviembre de 2022.     |
| Novi Bug                          | 14.782             | Bashtanka          | Sin capturar.                                                                                     |
| Partizanske                       | 1.021              | Bashtanka          | Capturado por Rusia el 3 de marzo de 2022. Recapturado por Ucrania el 5 de noviembre de 2022.     |
| Promin                            | 555                | Bashtanka          | Capturado por Rusia el 24 de febrero de 2022. Recapturado por Ucrania el 10 de noviembre de 2022. |
| Snijurivka                        | 12.045             | Bashtanka          | Capturado por Rusia el 13 de marzo de 2022. Recapturado por Ucrania el 10 de noviembre de 2022.   |
| Vynohradivka                      | 1.388              | Bashtanka          | Capturado por Rusia el 10 de marzo de 2022. Recapturado por Ucrania el 5 de noviembre de 2022.    |
| Yavkine                           | 1.391              | Bashtanka          | Capturado por Rusia el 17 de marzo de 2022. Recapturado por Ucrania el 5 de noviembre de 2022.    |
| Raión de Nicolaiev                |                    |                    |                                                                                                   |
| Berezanka                         | 4.000              | Nicolaiev          | Sin capturar.                                                                                     |
| Blagodatne                        | 474                | Nicolaiev          | Capturado por Rusia el 3 de marzo de 2022. Recapturado por Ucrania el 8 de noviembre de 2022.     |
| Kobleve                           | 8.110              | Nicolaiev          | Sin capturar.                                                                                     |
| Lupareve                          | 1.268              | Nicolaiev          | Capturado por Rusia el 27 de marzo de 2022. Recapturado por Ucrania el 6 de noviembre de 2022.    |
| Nicolaiev (capital)               | 470.011            | Nicolaiev          | Asediado por Rusia el 26 de febrero de 2022. Recapturado por Ucrania el 8 de abril de 2022.       |
| Nueva Odesa                       | 11.690             | Nicolaiev          | Capturado por Rusia el 4 de marzo de 2022. Recapturado por Ucrania el 15 de marzo de 2022.        |
| Ochákov                           | 13.663             | Nicolaiev          | Sin capturar.                                                                                     |
| Pokrovka                          | 229                | Nicolaiev          | Capturado por Rusia el 21 de abril de 2022.                                                       |
| Pokrovske                         | 181                | Nicolaiev          | Capturado por Rusia el 21 de abril de 2022.                                                       |
| Shevchenkove                      | 3.150              | Nicolaiev          | Capturado por Rusia el 26 de febrero de 2022. Recapturado por Ucrania el 8 de noviembre de 2022.  |
| Tsentralne                        | 1.247              | Nicolaiev          | Capturado por Rusia el 25 de febrero de 2022. Recapturado por Ucrania el 9 de noviembre de 2022.  |
| Ukrainka                          | 1.170              | Nicolaiev          | Sin capturar.                                                                                     |
| Vasilivka                         | 382                | Nicolaiev          | Capturado por Rusia el 21 de abril de 2022.                                                       |
| Voskresenske                      | 4.659              | Nicolaiev          | Capturado por Rusia el 1 de marzo de 2022. Recapturado por Ucrania el 2 de abril de 2022.         |
| Raión de Pervomaisk               |                    |                    |                                                                                                   |
| Arbuzynka                         | 5.954              | Pervomaisk         | Sin capturar.                                                                                     |
| Krive Ozero                       | 7.262              | Pervomaisk         | Sin capturar.                                                                                     |
| Pervomaisk (capital)              | 62.426             | Pervomaisk         | Sin capturar.                                                                                     |
| Vrádivka                          | 7.956              | Pervomaisk         | Sin capturar.                                                                                     |
| Raión de Voznesensk               |                    |                    |                                                                                                   |
| Bratske                           | 4.953              | Voznesensk         | Sin capturar.                                                                                     |
| Domanivka                         | 5.728              | Voznesensk         | Sin capturar.                                                                                     |
| Veselinove                        | 5.566              | Voznesensk         | Sin capturar.                                                                                     |
| Voznesensk (capital)              | 33.442             | Voznesensk         | Capturado por Rusia el 8 de marzo de 2022. Recapturado por Ucrania el 13 de marzo de 2022.        |
| Yelanets                          | 4.636              | Voznesensk         | Sin capturar.                                                                                     |
| Yuzhnoukrainsk                    | 38.560             | Voznesensk         | Sin capturar.                                                                                     |
| Central Nuclear de Yuzhnoukrainsk | -                  | Voznesensk         | Sin capturar.                                                                                     |